# Javi Puado
Javier Puado Díaz (Barcellona, 25 maggio 1998) è un calciatore spagnolo, attaccante dell'Espanyol.

## Caratteristiche tecniche
Attaccante molto duttile, inizialmente veniva sempre schierato come ala sinistra ma visto il suo fiuto per il gol dimostrato con l'Espanyol può giocare anche come punta e anche come falso nueve.
Può inoltre giocare anche come ala destra e persino trequartista, mancino di piede possiede una buona tecnica e una buona abilità nel calciare con entrambi i piedi, rapido ed esplosivo si è dimostrato anche incisivo sotto porta.

## Carriera

### Club
Giovanili e crescita all'Espanyol
Cresciuto nel settore giovanile dell' Espanyol con cui si mette in mostra, ha esordito in prima squadra il 18 agosto 2018 disputando l'incontro di campionato pareggiato 1-1 contro il Celta Vigo.
Prestito al Real Saragozza
Nel corso della stagione 2019/2020 passa in prestito annuale al Real Saragozza, con cui mette a segno 5 goal e 5 assist in 22 presenze tra Segunda Division e Coppa del Re.
Ritorno da protagonista all'Espanyol
Nel 2020/2021 torna alla base da vero protagonista, con 12 goal e 8 assist in 37 presenze trascina la sua squadra al ritorno in massima serie. L'11 dicembre 2021 sigla una doppietta nella vittoria contro il Levante sul 4-3 finale. Il 31 dicembre successivo decide con un goal di testa la trasferta contro il Valencia, vinta per 1-2.
Nella stagione 2022/2023 realizza 7 goal e 2 assist in 37 partite di Liga, nonostante il suo apporto offensivo la squadra spagnola retrocede in Segunda Division.
L'annata successiva 2023/2024 trascina la squadra alla promozione con 13 goal e 2 assist in 34 partite di campionato con tre doppiette, a cui vanno aggiunti 3 goal in 4 partite dei play-off tra cui la doppietta decisiva nella finale contro il Real Oviedo.
A seguito delle ottime prestazioni durante le scorse stagioni, si guadagna la fascia da capitano. Il 14 settembre 2024 realizza una tripletta nella sfida contro il Deportivo Alaves, vinta per 3-2. Il 3 novembre successivo segna un goal nella sconfitta in trasferta contro il Barcellona, persa per 3-1.

### Presenze e reti nei club
Statistiche aggiornate al 25 aprile 2025.
| Stagione        | Squadra         | Campionato      | Campionato | Campionato | Coppe nazionali | Coppe nazionali | Coppe nazionali | Coppe continentali | Coppe continentali | Coppe continentali | Altre coppe | Altre coppe | Altre coppe | Totale | Totale |
| Stagione        | Squadra         | Comp            | Pres       | Reti       | Comp            | Pres            | Reti            | Comp               | Pres               | Reti               | Comp        | Pres        | Reti        | Pres   | Reti   |
| --------------- | --------------- | --------------- | ---------- | ---------- | --------------- | --------------- | --------------- | ------------------ | ------------------ | ------------------ | ----------- | ----------- | ----------- | ------ | ------ |
| 2018-2019       | Espanyol        | PD              | 15         | 0          | CR              | 5               | 1               |                    | -                  | -                  |             | -           | -           | 20     | 1      |
| lug.-nov. 2019  | Espanyol        | PD              | 0          | 0          | CR              | 0               | 0               | UEL                | 3                  | 0                  |             | -           | -           | 3      | 0      |
| nov. 2019-2020  | Real Saragozza  | SD              | 21         | 4          | CR              | 1               | 1               |                    | -                  | -                  |             | -           | -           | 22     | 5      |
| 2020-2021       | Espanyol        | SD              | 37         | 12         | CR              | 2               | 1               |                    | -                  | -                  |             | -           | -           | 39     | 13     |
| 2021-2022       | Espanyol        | SD              | 30         | 4          | CR              | 3               | 1               |                    | -                  | -                  |             | -           | -           | 33     | 5      |
| 2022-2023       | Espanyol        | PD              | 37         | 7          | CR              | 4               | 2               |                    | -                  | -                  |             | -           | -           | 41     | 9      |
| 2023-2024       | Espanyol        | SD              | 34+4       | 13+3       | CR              | 2               | 1               |                    | -                  | -                  |             | -           | -           | 40     | 17     |
| 2024-2025       | Espanyol        | PD              | 29         | 11         | CR              | 0               | 0               |                    | -                  | -                  |             | -           | -           | 29     | 11     |
| Totale Espanyol | Totale Espanyol | Totale Espanyol | 186        | 50         |                 | 16              | 6               |                    | 3                  | 0                  |             | -           | -           | 215    | 57     |
| Totale carriera | Totale carriera | Totale carriera | 207        | 54         |                 | 17              | 7               |                    | 3                  | 0                  |             | -           | -           | 217    | 62     |

## Palmarès

### Club

#### Competizioni nazionali
- Segunda División: 1

Espanyol: 2020-2021

### Nazionale
- Argento olimpico: 1

Tokyo 2020

### Individuale
- Squadra del torneo degli Europei Under-21: 1

Ungheria-Slovenia 2021